# Armadillidium verhoeffi
Armadillidium verhoeffi är en kräftdjursart som beskrevs av Alois Friedrich Rogenhofer 1916. Armadillidium verhoeffi ingår i släktet Armadillidium och familjen klotgråsuggor. Inga underarter finns listade i Catalogue of Life.